# Iéna
Iéna – stacja linii 9 metra w Paryżu. Stacja znajduje się w 16. dzielnicy Paryża. Została otwarta 27 maja 1923 r.